# レビル
レビル将軍（レビルしょうぐん、General Revil）は、アニメ『機動戦士ガンダム』に登場する架空の人物。地球連邦軍所属、地球・宇宙の双方で実戦部隊の総司令官を務める。
漫画『機動戦士ガンダム THE ORIGIN』では、フルネームがヨハン・イブラヒム・レビル (Johann Ibrahim Revil) と設定されている（ヨハン・I・レビルと略する場合あり）。それを受けたゲーム作品ではヨハン・エイブラハム・レビル (Johann Abraham Revil) と設定しているものがある。

## 劇中での活躍

### テレビ・劇場版
作品登場時の階級は大将。
一年戦争開戦時の階級は中将で、当時から連邦軍きっての戦上手であり、官僚型軍人の多い連邦軍では数少ない実戦型指揮官として名を馳せていた。ルウム戦役では旗艦アナンケから指揮を執るが、ジオン公国軍の新兵器モビルスーツ (MS) の威力によりまさかの惨敗を喫する。自身も黒い三連星によって捕虜となるが、南極条約調印直前には脱走を経て「ジオンに兵なし」（後述）の演説を行い、ジオン軍の実情を暴露して徹底抗戦を主張する。この演説により、南極条約の内容は講和条約ではなく、NBC兵器や大質量兵器の使用禁止・捕虜交換などの交戦規定に留まることになり、連邦軍は対ジオン反攻作戦「V作戦」を開始することになる。それと並行し、大将に昇進する。
V作戦の開始についても非常に積極的であり、旧来の大艦巨砲主義から脱却できないジャブローの高級官僚を精力的に説得するなど、実地主義であり高齢にもかかわらず思考の柔軟さと先見の明があることがうかがえる。
名前自体は第9話にて補給に訪れたマチルダ・アジャンの口から初めて語られており、その後も第14話や第16話に名前のみ登場していたが、オデッサ作戦の直前に当たる第23話でようやく容姿が描かれた。
オデッサ作戦発動時には、ヨーロッパ方面軍総司令官として、前線で指揮を執った。ホワイトベースにも配慮を欠かさず、特命でマチルダのミデア補給隊をたびたび派遣した。また、マ・クベの水爆を使った脅しにも屈することなく、沈着冷静に前進を命じる。ニュータイプに対する理解もあり、「ニュータイプとは、戦争なんぞせんで済む人類のことだ。超能力者達のことではない。」と発言している。ララァ・スンのエルメスにコンペイトウ（ソロモン）を襲撃された際にはニュータイプの感応を示し（本人は原因不明の頭痛だと思っていたが）、本人にもわずかながらその素養があることをうかがわせていた。
ソロモン攻略戦後、第一大隊を率いてジオン本国を攻略する途上の宇宙世紀0079年12月30日作戦時間21:05、ジオン公国総帥ギレン・ザビの命令によりゲル・ドルバ照準で発射されたソーラ・レイの直撃を受け、和平交渉に赴いたデギン・ザビもろとも光の渦に呑み込まれ、戦死した。
レビルと彼の腹心であるティアンムの死により、戦勝をもたらしたにかかわらず連邦軍内での求心力を失った改革派はジャブローに籠もる守旧派によって戦後も冷遇され、ティターンズの台頭によりさらに圧迫されていくことになる。なお、戦後も少なからず英雄視されていたようで、ティアンムの名がラー・カイラム級につけられた（「アドミラル・ティアンム」）のと同様に、宇宙世紀0096年に竣工したドゴス・ギア級戦艦の2番艦はその名を取って「ゼネラル・レビル」と命名されている。

### その他
富野由悠季による小説版によれば、初等教育から士官学校までの全課程を首席で卒業した生粋のエリートである。ソーラ・レイで戦死することは同じだが経緯が異なる。ソーラ・レイの試射による大混乱の中、「まさか味方を撃つような真似はするまい」とア・バオア・クーを楯にする形で残存艦隊を集結させて攻略を続行するが、ソーラ・レイの第2射はギレンの密命によりア・バオア・クーで指揮を執るキシリア・ザビをも狙っていたためにレビルの策は裏目となり、直撃を受けて艦隊ごと戦死する。死の直前には、「たとえジオンに敗れたとしてもザビ家の独裁に人類が永遠に屈するはずがなく、むしろジャブローのモグラ達（腐敗官僚）が粛清されるだけマシかもしれない」と独白している。
『THE ORIGIN』では、ジオン共和国時代より連邦軍宇宙総軍司令（当時は中将）として登場し、連邦との敵対姿勢を強めるジオン側と対峙している。ジオンに対しては敵という認識を一貫して持っており、デギンに早期和平を託されて帰還した後、恩を仇で返すような上記の演説をしている。これに激怒したデギンは戦線拡大を認め、結果として戦火が拡大することとなる。軍人としての能力は申し分なく、オデッサ戦をはじめジャブロー戦では迎撃の指揮を採り、巧みに敵を誘導したうえで一網打尽にしている。一方、ルウム戦役では諜報で得た御前会議の情報をもとに行動するものの、情報の漏洩自体がジオンの謀略であったために戦力を分散してしまい、MSの性能差（連邦側は戦力に加えていない）により大敗している。また黒い三連星による捕縛、および所属不明の工作員（キシリア・ザビ配下と匂わす描写があり、レビルも連邦軍人ではないと勘付いている）による脱走の経緯も描かれている。洞察力の鋭さを窺わせる描写もあり、エルラン中将の裏切りを見抜いている。
漫画『MSV-R 虹霓のシン・マツナガ』では、ジオンからの脱走の裏で、反ザビ家のダイクン派と内通している連邦軍の工作員がサイド3ズム・シティ内でのクーデターを焚き付け、これを陽動としたことが描かれている。
漫画『NIGHT=HAWKS!』では、第13独立電撃部隊ナイトホークス所属の主人公チャアミン・ブラウン曹長はレビルの孫であるとされている。
シミュレーションゲーム『機動戦士ガンダム ギレンの野望』シリーズでは、連邦軍側の主人公キャラクターとして登場。『機動戦士ガンダム ギレンの野望 アクシズの脅威』の連邦軍完全勝利エンディングでは、地球連邦政府の指導者となって腐敗を正し、ニュータイプやスペースノイドの存在を人々に受け入れさせ、自らを含む連邦高官らを穏便に宇宙移民させた結果、クロスボーン・バンガード以降の戦乱は起きず、地球連邦の中興の祖となったとされている。
『機動戦士ガンダム 戦略戦術大図鑑』や『THE ORIGIN』では、戦史や慣用句などにも造詣が深い軍人という描写がされている。『戦略戦術大図鑑』では、ルウム戦役時に、「1945年に巨大海洋戦艦も航空機に敗れた」という形で日本海軍の戦艦大和に触れ、『THE ORIGIN』では、オデッサ作戦を「宇宙世紀の日本海海戦。もしくはアウステルリッツの戦い」と発言している。一方で、「勝負は下駄を履くまでわからない」を「サンダルを履くまで」というシーンもある。

## 「ジオンに兵なし」
レビルの「ジオンに兵なし」の演説は要約すると以下のようなものである。なお、小説版と『THE ORIGIN』版では内容が異なる。
小説版(出典:機動戦士ガンダムⅠ)
- ジオンにはすでに兵はなく降伏の必要はない
- 40億もの人々を殺戮したギレン・ザビにジオン公国の正当性を語る資格はない
- ルナツーを地球にぶつけるというギレンの言葉は脅しにすぎない
- 私はジオンの捕虜となってジオン本国の実態に触れたが、ジオンの国民は疲弊し兵力は尽きている
- もはやジオンに兵はいない!今こそジオンを打倒すべきである

漫画版『THE ORIGIN』(出典：第14巻 SECTION VIII ルウム編・後)
- 現時点での休戦は降伏に等しい
- コロニー落としというような蛮行をやったのはジオンも苦しいからであり、ジオンの力を過大に評価するべきではない
- 人的・物的資源がもとより限られているジオンは長期戦を戦い抜くことができない。それゆえに早期講和を望んでいるジオンの思惑に乗るべきではない
- ジオンに兵なし!我々は必ず勝利する

## 担当声優
- 池田勝 - テレビアニメ版
- 村松康雄 - 劇場版
- 堀勝之祐 - 特別版
- 中博史 - 『機動戦士ガンダム THE ORIGIN』『機動戦士ガンダム ククルス・ドアンの島』